# Липец, Юлий Григорьевич
Юлий Григорьевич Липец (1931—2006, Москва) — советский и российский экономико-географ-африканист, специалист по географии мирового развития.

## Биография
Юлий Липец родился 17 сентября 1931 года. Окончил Географический факультет МГУ в 1954 году. В 1965 году защитил в Институте географии кандидатскую диссертацию на тему «Юго-Восточная Африка. Опыт экономико-географической характеристики». В 1990 году защитил там же докторскую диссертацию на тему «Системное моделирование в экономической и социальной географии».
В 1954—1960 — редактор в Географгизе.
В 1960—1966 гг. — сотрудник Института географии АН СССР. Вместе с Л. И. Василевским, В. М. Гохманом, И. М. Маергойзом и Ю. В. Медведковым создал семинар по новым методам исследований МЦ РГО.
В 1966—1980 гг. — работал в ЦЭМИ. Принял участие в создании первой в СССР модели мировой динамики.
В 1980—2006 гг. — сотрудник ИГ РАН, зав. лаб. географии мирового развития (1988—2006).

## Вклад в науку
Ю. Г. Липец начинал научную карьеру как страновед-африканист, позднее стал одним из создателей проблемного страноведения. Известен как специалист в области географии мирового хозяйства. Занимался также вопросами теоретической географии и применения математических методов в географии, а также создаем тематических ГИС для управления территориями. Был членом комиссии IGU по математическим методам.
Ю. Г. Липец первым в СССР стал заниматься географией развития — синтетической областью на стыке географии мирового хозяйства, проблемного страноведения и глобалистики. Исследовал проблемы адаптации экономики России к рыночным условиям, занимался множеством прикладных работ по региональному анализу приграничных регионов РФ.
Юлий Липец много занимался переводами и реферированием зарубежной географической литературы. Он был переводчиком на русский язык книг У. Изарда «Методы регионального анализа» (1966) и П. Хаггета «Пространственный анализа в экономической географии» (1968). С 1970 года был редактором раздела «Теоретические и общие вопросы географии» Реферативного журнала.

## Сочинения
- Коновалов Е.М., Липец Ю. Г. Малави. — М.: Мысль, 1966. — 80 с. — (У карты мира).
- Липец Ю. Г. Страны Юго-Восточной Африки. Экономико-географическая характеристика стран бассейна Замбези (Замбии, Малави, Мозамбика, Южной Родезии). — М.: Мысль, 1968. — 389 с.
- Александров Ю.А., Липец Ю. Г. Замбия. — М.: Мысль, 1973. — С. 64. — (У карты мира).
- Горнунг М. Б., Липец Ю. Г., Олейников И. Н. История открытия и исследования Африки. — М.: Мысль, 1973. — 454 с.
- Липец Ю. Г. Системное моделирование в экономической и социальной географии. — М.: ВИНИТИ, 1987. — 167 с.
- Аксёнова Л. А., Липец Ю. Г., Одессер С. В., Зимин Б. Н., Шлихтер С. Б. Постиндустриальное развитие капиталистических стран: географический прогноз. — М.: Наука, 1993. — 192 с.
- Липец Ю. Г., Пуляркин В. А., Шлихтер С. Б. География мирового хозяйства. — М.: Владос, 1999. — 400 с.
- Липец Ю. Г., Пуляркин В. А., Шлихтер С. Б. Экономическая география мирового развития. XX век / Липец Ю. Г.. — СПб.: Алетейя, 2003. — 397 с.

## Статьи
В 1965 году опубликовал статью об загадочном озере Фундудзи — одной из первых работ в СССР по теме